# Löftaskog
Löftaskog est une localité de Suède située dans la commune de Varberg du comté de Halland. Elle couvre une superficie de 0,82 km2. En 2010, elle compte 327 habitants.